# Coryphantha neglecta

Verbreitungskarte

Coryphantha neglecta ist eine Pflanzenart in der Gattung Coryphantha aus der Familie der Kakteengewächse (Cactaceae). Das Artepitheton neglecta stammt aus dem Lateinischen, bedeutet ‚nicht beachtet‘ und verweist auf den zuvor nicht beachteten taxonomischen Status der Art.

## Beschreibung
Coryphantha neglecta wächst einzeln oder bildet Gruppen. Die kugelförmigen, trübgrünen Triebe erreichen bei Durchmessern von 7 Zentimetern Wuchshöhen von bis zu 6 Zentimeter. Der niedergedrückte Triebscheitel ist bewollt. Die festen, leicht gekielten Warzen sind konisch und an ihrer Basis rhombisch. Sie besitzen eine schwache, flache Furche. Der einzelne graue, an der Basis verdickte, abstehende Mitteldorn, der gelegentlich fehlen kann, ist dünn, pfriemlich, steif, gerade und 2,5 bis 3,5 Zentimeter lang. Die 15 bis 17 ausgebreiteten nadeligen, steifen, geraden Randdornen sind schwarz oder gelblich und vergrauen im Alter. Sie weisen Längen von 1 bis 2 Zentimeter auf.
Die trichterförmigen, hellgelben Blüten erreichen Durchmesser von 4 bis 5 Zentimeter. Die länglichen, saftigen, graugrünen Früchte sind bis zu 2,3 Zentimeter lang.

## Verbreitung, Systematik und Gefährdung
Coryphantha neglecta ist in den mexikanischen Bundesstaaten Coahuila und Nuevo León von Monclova bis Monterrey auf kalkigen Schwemmböden und Hügelkuppen verbreitet.
Die Erstbeschreibung durch Lewis Bremer wurde 1979 veröffentlicht.
Coryphantha neglecta wird in der Roten Liste gefährdeter Arten der IUCN als „Least Concern (LC)“, d. h. nicht gefährdet, eingestuft.

## Nachweise